# Alexandru Spiridon
Alexandru Spiridon (n. 20 iulie 1960, Edineț) este un antrenor profesionist de fotbal și fost fotbalist, mijlocaș, din Republica Moldova. În prezent el activează ca antrenor secund la FC Șahtar Donețk.

## Goluri internaționale
| #  | Data           | Stadion                                         | Oponent | Scor | Rezultat | Competiția  |
| -- | -------------- | ----------------------------------------------- | ------- | ---- | -------- | ----------- |
| 1. | 2 iulie 1991   | Stadionul Republican, Chișinău                  | Georgia | 1-2  | 2-4      | Meci amical |
| 2. | 22 august 1992 | Stadionul Internațional din Amman, Amman, Sudan | Sudan   | 1-0  | 2-1      | Meci amical |

## Palmares

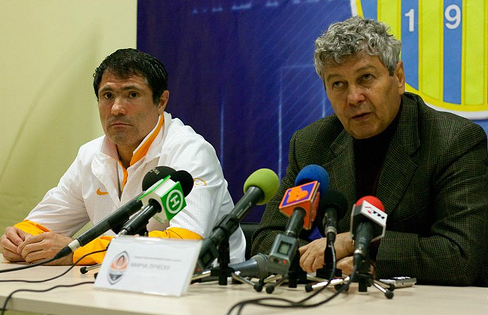
Alexandru Spiridon și Mircea Lucescu la o conferință de presă în 2009

### Ca jucător
Zimbru Chișinău
- Divizia Națională

Campion (5): 1992, 1992-1993, 1993-1994, 1994-1995, 1995-1996
Vice-campion (1): 1996-1997
- Cupa Moldovei

Câștigător (1): 1996-1997
- Fotbalistul moldovean al anului (1): 1992

### Ca antrenor
Șahtior Donețk
- Cupa UEFA

Câștigător (1): 2008-2009
- Prima Ligă Ucraineană

Campion (7): 2004-2005, 2005-2006, 2007-2008, 2009-2010, 2010-2011, 2011-2012, 2012-2013
Vice-campion (2): 2006-2007, 2008-2009
- Cupa Ucrainei

Câștigător (4): 2008, 2011, 2012, 2013
- Supercupa Ucrainei

Câștigător (4): 2005, 2008, 2010, 2012

## Legături externe
- Alexandru Spiridon pe transfermarkt
- Alexandru Spiridon pe footballdatabase
- Alexandru Spiridon pe national-football-teams.com
- Alexandru Spiridon pe eu-football
- Alexandru Spiridon ca antrenor Arhivat în 28 decembrie 2014, la Wayback Machine. pe soccerway
- Alexandru Spiridon ca jucător[nefuncțională – arhivă]
 pe soccerway